# Johnny Mercer

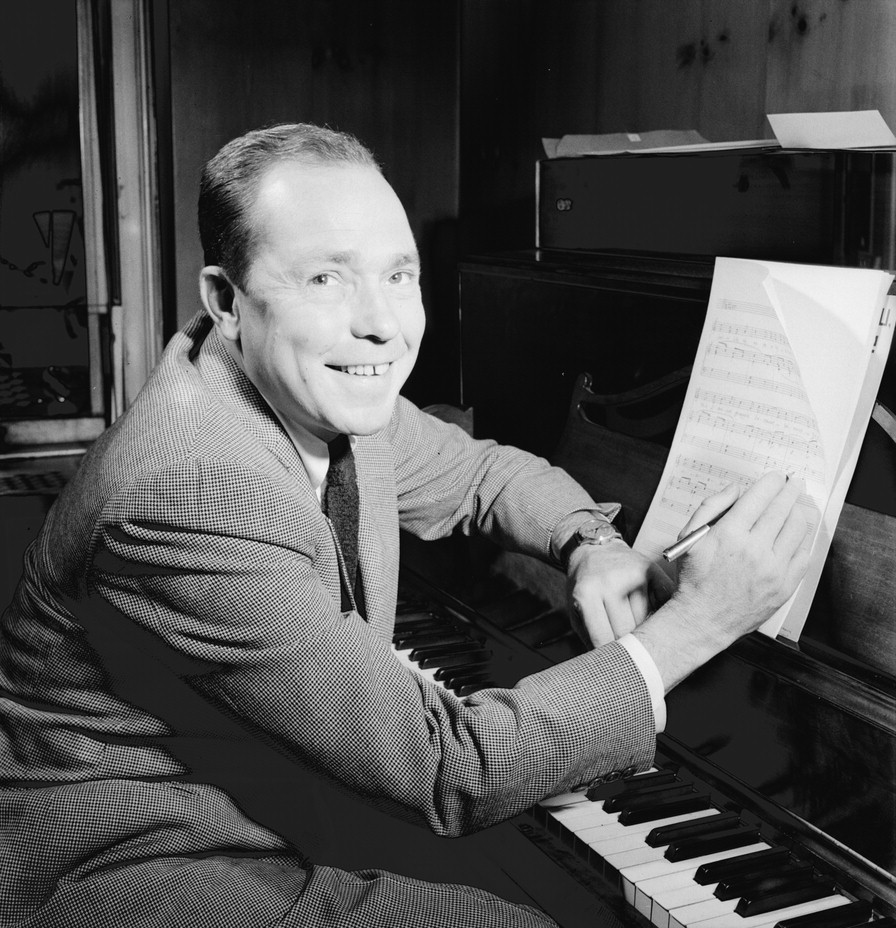

Johnny Mercer, född 18 november 1909 i Savannah, Georgia, död 25 juni 1976 i Bel Air, Los Angeles, Kalifornien, var en amerikansk textförfattare till populärmusik, en av tidernas mest framgångsrika.
I början av 1940-talet var han en av grundarna av skivbolaget Capitol Records, och han har också fått äran av en stjärna på Hollywood Walk of Fame just utanför skivbolagets byggnad.
I de flesta fall brukar textförfattaren presentera en färdig text till den som ska komponera musiken. Mercer fick emellertid också uppdrag att skriva texter till redan etablerade och mycket populära melodier som Laura, Midnight Sun och Satin Doll och han skrev också de engelskspråkiga texterna till utländska melodier. Det kanske mest välkända exemplet på detta är Autumn Leaves.

## ”Sångografi”
Mercer fick fyra gånger hämta en Oscar för bästa sång i en långfilm nämligen
- On The Atchison, Topeka And The Santa Fe (1946) (musik av Harry Warren) i Harvey Girls
- In The Cool, Cool, Cool Of The Evening (1951) (musik av Hoagy Carmichael) i Här kommer brudgummen
- Moon River (1961) (musik av Henry Mancini) i Frukost på Tiffany's
- Days of Wine and Roses (1962) (musik av Henry Mancini) i Dagen efter rosorna

Han skrev texten till många andra sånger som har blivit väl kända:
- Lazybones (1933) (ord och musik av Mercer och Hoagy Carmichael)
- Jeepers Creepers (1938) (musik av Harry Warren)
- And The Angels Sing (1939) (musik av Ziggy Elman)
- Day In - Day Out (1939) (musik av Rube Bloom)
- Blues In The Night (1941) (musik av Harold Arlen)
- Hit The Road To Dreamland (1942) (musik av Harold Arlen)
- I Remember You (1942) (musik av Victor Schertzinger)
- Skylark (1942) (musik av Hoagy Carmichael)
- That Old Black Magic (1942) (musik av Harold Arlen)
- One For My Baby (And One More For The Road) (1943) (musik av Harold Arlen)
- Ac-Cent-Tchu-Ate the Positive  (1944) (musik av Harold Arlen)
- Dream (1944) (ord och musik av Mercer)
- Laura (1945) (musik av David Raskin)
- Any Place I Hang My Hat Is Home (1946) (musik av Harold Arlen)
- Come Rain or Come Shine (1946) (musik av Harold Arlen)
- Autumn Leaves (1947) (musik av Joseph Kosma)
- Satin Doll (musik av Duke Ellington)
- Midnight Sun (musik av Lionel Hampton och Sonny Burke)
- Summer Wind (1965) (musik av Henry Mayer)